# إدوارد كلوز
إدوارد كلوز هو سياسي بلجيكي، ولد في 8 يوليو 1929 في فيرفييتوا في بلجيكا، وتوفي في 2 مارس 2017 في لياج في بلجيكا. نشط حزبياً في الحزب الاشتراكي البلجيكي.

## مناصب
- انتخب Schepen [الإنجليزية]‏ لياج (1971 – 1971).
- انتخب Schepen [الإنجليزية]‏ لياج (1974 – 1976).
- انتخب وزير الداخلية ‏ (26 يناير 1973 – 23 أبريل 1974).
- انتخب mayor of a place in Belgium  [لغات أخرى]‏ لياج (1977 – 1990).
- انتخب عضو مجلس الشيوخ البلجيكي ‏ (1974 – 1976).
- انتخب عضو مجلس النواب البلجيكي ‏ (1968 – 1974).